# Прости нашите грехове
Прости нашите грехове (на испански: Perdona nuestros pecados) е мексиканска теленовела, режисирана Сантяго Барбоса и Хорхе Роблес и продуцирана от Лусеро Суарес за ТелевисаУнивисион през 2023 г. Версията, разработена от Лусеро Суарес и Химена Меродио в сътрудничество с Кармен Сепулведа и Луис Алберто Рейносо, е базирана на чилийската теленовела Прощавайте нашите грехове, създадена от Пабло Илянес през 2017-2018 г.
В главните роли са Ерика Буенфил, Сесар Евора, Емануел Паломарес и Ока Хинер, а в отрицателните – Хорхе Салинас и Сабине Мусиер.

## Сюжет
Историята се фокусира върху град Сан Хуан, където грехове като предателство, егоизъм, злоупотреба с власт и престъпления, които остават ненаказани, са скрити под булото на добрите обичаи и традиции. В Сан Хуан царува това, което се превръща грях - ежедневие за онези, които живеят там.
Централният грях възниква от забранената, чиста и безкористна любов между Елса Кирога, млада жена, която се противопоставя на наложените правила, с непокорен характер, и Андрес Мартинес, млад, честен и благороден мъж, но преследван заради скромния си произход.
Армандо Кирога, бащата на Елса и този, който е съгрешил най-много в семейств Кирога Касерес, прави всичко по силите си, за да попречи любовта им, тъй като това противоречи на неговите идеали - двамата принадлежат към различни социални класи.
В нетърпението си да намерят щастието, Елса и Андрес се противопоставят на наложените правила и се опитват да се освободят от игото на всичко, което Сан Хуан предлага.
Армандо е директор на „Магнолията“, семейния бизнес на съпругата му Естела Касерес. Той е властен, егоистичен и манипулативен мъж, който се грижи само за своите интереси, без да се съобразява с мнението на другите, още по-малко с това на Естела, чийто грях е да бъде саможертвена, любяща жена, отдадена на семейството си и която е предадена от Армандо с нейната най-добра приятелка Анхела Булнес. Когато Естела разбира за предателството, Анхела причинява злополука, в която Естела се получава нараняване, заради което е настанена в психиатрична клиника. Армандо се възползва от тази ситуация, за да се възползва от бизнеса ѝ.
Армандо винаги е подкрепян от любовницата си Анхела Булнес и д-р Леонидас, без да подозира, че Ектор Моралес, който е влюбен в Естела, ще ѝ помогне. Ирене, сестрата на Естела, ѝ помага да вземе отново в свои ръце юздите на живота си. Армандо не улеснява Естела в тази война, тъй като иска да запази позициите си на власт и слава.
Анхела Булнес е заклета грешница, въвлечена в страстен роман с Армандо Кирога, чиято връзка събужда любопитството на Елена, най-голямата дъщеря на Армандо, която наема детектив, за да изясни подозренията си относно връзката между баща ѝ и Анхела.
Когато детективът започва работа по случая, той се възползва от ситуацията, за да изнудва Армандо, като по този начин отприщва вълната от престъпления, които Армандо и Анхела извършват. Гилермина Ледесма, клюкарката от Сан Хуан, отец Рейналдо, Херардо Монтеро, синът на Булнес, и общинската полиция са тези, които ще проследят следите на тези престъпления, за да заловят Армандо Кирога, който е планирал всичко толкова добре, че успява да излезе победител от всяко обвинение.
Грехът на Ламберто Монтеро е извънбрачното дете, което Силвия, прислужницата в дома му, е родила. Когато Анхела разбира, че Ламберто е бащата на Андрес Мартинес, тя излива гнева си, като обвинява Андрес в сексуален тормоз към дъщеря ѝ Аурора. Анхела принуждавайки Аурора да свидетелства срещу Андрес. Аурора, разочарована от Ламберто, че е баща на Андрес, потвърждава престъплението пред властите.
В резултат на тази жалба Андрес е изпратен в затвора и осъден на 8 години, ситуация, която дава предимство на Армандо да се отърве от него и да предотврати връзката му с Елса, тъй като Андрес се отказва от нея, за да може тя да изгради отново живота си. Елса търси утеха при Орасио Моралес, който е влюбен в Аурора, но трябва да се откаже от нея, тъй като тя е сгодена за брат му, Карлос Моралес.

## Актьори
- Хорхе Салинас – Армандо Кирога
- Ерика Буенфил – Естела Касерес де Кирога
- Сесар Евора – Ектор Моралес
- Сабине Мусиер – Анхела Булнес де Монтеро
- Марисол дел Олмо – Силвия Мартинес
- Емануел Паломарес – Андрес Мартинес
- Ока Хинер – Елса Кирога Касерес
- Освалдо де Леон – Херардо Монтеро
- Рикардо Фастлихт – Ламберто Монтеро
- Оскар Бонфилио – Отец Рейналдо
- Монсерат Мараньон – Флор
- Росио де Сантяго – Антония Мартинес
- Джузепе Гамба – Орасио Моралес
- Фернанда Урдапиета – Аурора Монтеро Булнес
- Карла Фарфан – Мерседес Моралес
- Даниела Кордеро – Елена Кирога Касерес
- Джина Педрет – Гилермина Ледесма
- Карло Гера – Карлос Моралес
- София Мариел Еспехел – София Кирога
- Патрисио де ла Гарса – Мартин Кирога
- Фаусто Емилиано Еспехел – Доминго
- Уго Асевес – Оливър
- Рикардо Клейнбаум – Д-р Леонидас
- Джована Дуфур – Ингрид
- Адриан Лаут – Ренсо
- Магда Карина – Клеменсия
- Оливия Колинс – Ирене Касерес
- Лус Едит Рохас – Нора
- Енок Леано – Фуентес
- Едгар Вивар – Росендо

## Премиера
Премиерата на Прости нашите грехове е на 30 януари 2023 г. по Las Estrellas. Последният 90 епизод е излъчен на 2 юни 2023 г.
| Година | Излъчване              | Брой епизоди | Премиера       | Премиера         | Финал      | Финал            |
| Година | Излъчване              | Брой епизоди | Дата           | Рейтинг (в млн.) | Дата       | Рейтинг (в млн.) |
| ------ | ---------------------- | ------------ | -------------- | ---------------- | ---------- | ---------------- |
| 2023   | понеделник-петък 18:30 | 90           | 30 януари 2023 | 2.6              | 2 юни 2023 | 3.1              |

## Продукция
Теленовелата е обявена от ТелевисаУнивисион през май 2022 г. за телевизионен сезон 2022-2023. През месец октомври 2022 г. е публикуван пълен списък с актьорите и ролите, които изпълняват. Записите на теленовелата започват на 12 октомври 2022 г. в локация, южно от град Мексико.

## Версии
- Прощавайте нашите грехове, чилийска теленовела от 2017-2018 г., създадена от Пабло Илянес, режисирана от Николас Алемпарте и Хавиер Кабиесес и продуцирана от Мария Еухения Ренкорет за канал Мега, с участието на Марио Ортон и Мариана ди Хироламо.